# Русанов, Борис Иванович
Борис Иванович Русанов (род. 18 августа 1949, Кемерово) — советский футболист, вратарь. Мастер спорта СССР. Российский футбольный тренер. Функционер в хоккее с мячом.

## Биография
В 1963 году начал заниматься в группе подготовки футбольной команды «Химик» Кемерово, воспитанник Александра Николаевича Горбачева. С 1966 года — в «Кузбассе», где провёл 12 сезонов (1967—1978). В составе клуба победитель зонального турнира второй группы класса «А» 1970 и финального турнира второй лиги 1972. В 1974 году играл за дубль московского «Спартака».
Главный тренер команды «Шахта Октябрьская» Ленинск-Кузнецкий — чемпиона Кузбасса-87.
Тренер в «Кузбассе» (1990). Главный тренер «Динамо» Кемерово (1991—1993). Главный тренер «Кузбасса» в 1994—1995 годах — дважды бронзовый призёр зонального турнира третьей лиги (по другим данным, в 1994 году главным тренером был Сергей Бологов). Главный тренер команды в 2000 году (с августа), в первенстве ЛФК-2004 («Динамо-Кузбасс»).
С 2001 года — работник в структуре клуба по хоккею с мячом «Кузбасс» (начальник команды, тренер) и Федерации хоккея с мячом Кемеровской области.